# Comtesse de Leusse (rose)
'Comtesse de Leusse' est un cultivar de rosier obtenu en 1878 par le rosiériste français Gilbert Nabonnand. Il est dédié à la comtesse Paul-Louis de Leusse, née Marie-Madeleine Renouard de Bussière (1837-1916), amatrice de roses.

## Description
Ce rosier thé au feuillage sain s'élève de 100 cm à 120 cm, pour une envergure de 60 cm. Il montre de grandes roses semi-doubles (9-16 pétales) en forme de coupes et de couleur rose pâle ou rose tendre aux nuances saumonées qui fleurissent tout au long de la saison, soit de mai à fin septembre. Il peut être palissé en rosier grimpant. 
Sa zone de rusticité est de 6b à 9b.